# Керамицис, Димитриос
Димитриос Керамицис (греч. Δημήτριος Κεραμίτσης; род. 1 июля, 2004, Салоники, Греция) — греческий футболист, защитник клуба «Рома».

## Карьера
Играл на молодёжном уровне за греческие клубы «Арис», ПАОК и «Аполлон Понтус». Играл в молодёжной команде «Эмполи».

### «Рома»
В августе 2021 года стал игроком «Ромы» U19. С 2022 года начал привлекаться к матчам основной команды. Дебютировал в Серии А 16 января 2021 года в матче с «Кальяри», заменив Эйнзли Мейтленда-Найлза на 94-й минуте.